# Czapla szarobrzucha
Czapla szarobrzucha (Ardea sumatrana) – gatunek dużego ptaka z rodziny czaplowatych (Ardeidae), zamieszkujący Azję Południowo-Wschodnią i Australazję. Nie jest zagrożony.

## Systematyka
Gatunek ten opisał w 1822 roku Thomas Stamford Raffles, nadając mu nazwę Ardea sumatrana, która obowiązuje do tej pory. Jako miejsce typowe autor wskazał Sumatrę. Nie wyróżnia się podgatunków. Z północnej Australii opisano podgatunek A. s. mathewsae, ale nie jest on obecnie uznawany.

## Charakterystyka

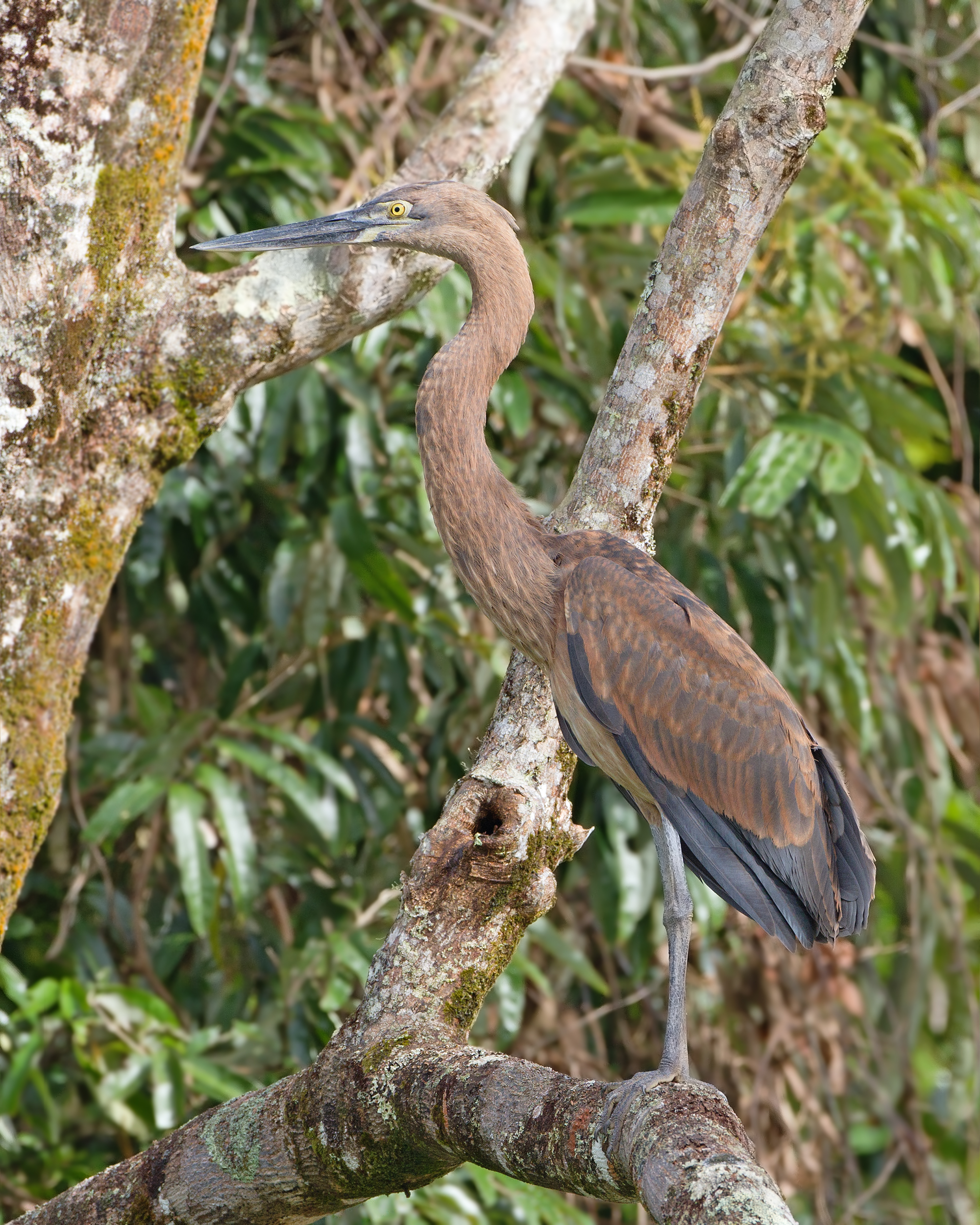
Osobnik młodociany

Długość ciała 100–115 cm, długość dzioba około 183 mm; masa ciała 1300–2600 g. Jest podobna do czapli purpurowej, ale jest od niej większa i ciemniejsza. Upierzenie ciemnoszare.
Lata powoli z esowato zgiętą szyją, co jest cechą charakterystyczną u czaplowatych i bąków, i odróżnia te ptaki od bocianów, żurawi i warzęch, które podczas lotu wyciągają szyję do przodu.

## Zasięg występowania
Występuje od Mjanmy, Tajlandii i południowego Wietnamu po Filipiny, Indonezję, Papuę-Nową Gwineę i północną Australię.

## Ekologia i zachowanie
Na siedliska wybiera wyspy, rafy koralowe, lasy namorzynowe, duże rzeki. Sporadycznie można ją znaleźć w głębi lądu przy płytkich zbiornikach wodnych.
Odżywia się, brodząc w płytkiej wodzie, łowiąc ryby długim, ostrym dziobem. Szukając pożywienia, czatuje nieruchomo lub powoli śledzi ofiarę.

## Status
Międzynarodowa Unia Ochrony Przyrody (IUCN) uznaje czaplę szarobrzuchą za gatunek najmniejszej troski (LC – Least Concern). Liczebność populacji szacuje się na 12–73 tysięcy dorosłych osobników, a jej trend uznawany jest za spadkowy, choć niektóre populacje mogą być stabilne.